# Brandie Wilkerson
Brandie Wilkerson (Lausana, 1 de julho de 1992) é uma jogadora de vôlei de praia canadense.

## Carreira
Em 2018, jogando ao lado de Heather Bansley foi eleita a Melhor Bloqueadora do Circuito Mundial.

## Títulos e resultados
- Jogos Olímpicos de Verão de 2024
- Elite 16 de Ostrava do Circuito Mundial de 2024
- Elite 16 de Doha do Circuito Mundial de 2024
- Elite 16 de Ostrava do Circuito Mundial de 2023
- Jogos Pan-Americanos de 2023

## Premiações individuais
- Melhor Bloqueadora do Circuito Mundial de Vôlei de Praia de 2018